# Lambertland
Het Lambertland is een gebied in Nationaal park Noordoost-Groenland in het oosten van Groenland.

## Geografie
Het gebied wordt in het noorden begrensd door het Nioghalvfjerdsfjorden met de Nioghalvfjerdsgletsjer, in het oosten door de Groenlandzee en in het zuiden door de gletsjer Zachariae Isstrom.
Aan de overzijde van de gletsjer ligt in het noorden Skallingen en Hovgaard Ø, in het zuidoosten het eiland Schnauder Ø en in het zuidwesten het Hertogen van Orléansland. In het zuidoosten ligt ook de baai Jøkelbugten.